# 小行星6422
小行星6422（6422 Akagi）是一颗绕太阳运转的小行星，为主小行星带小行星。该小行星于1994年2月7日发现。

## 轨道参数
小行星6422的轨道半长轴为2.6232932 UA，离心率为0.153。